# John Jacob Niles
John Jacob Niles (28. dubna 1892 – 1. března 1980) byl americký zpěvák, hráč na apalačský dulcimer, skladatel a sběratel lidových písní. Výrazným poznávacím prvkem byl jeho intenzivní, dramatický přednes a velmi vysoký falzet. Měl značný vliv na revival americké folkové hudby v 50. a 60. letech, který zahrnoval Joan Baezovou, Boba Dylana, Odettu a trio Peter, Paul and Mary.
Narodil se do hudební rodiny v Louisville v Kentucky. Coby zaměstnanec Burroughsovy firmy na výrobu a prodej sčítacích strojů často cestoval na východ Kentucky. V tamních horách se seznámil s tradičními baladami, které při pozdějších cestách začal nahrávat. Za války působil v Armádní letecké službě, zranil se, a následně zůstal ve Francii, kde nejprve v Lyonu a poté v Paříži (Schola Cantorum) studoval hudbu. V Paříži se mj. seznámil s americkou spisovatelkou Gertrude Steinovou.
Domů se vrátil v roce 1920 a studoval hudbu u Ralpha Lyforda na konzervatoři v Cincinnati. Zpíval v opeře (Lyric Opera of Chicago) i lidové písně v raném rozhlasu, později se usadil v New Yorku, vystupoval v Evropě a v roce 1938 v Bílém domě. Mezi jeho známé písně patří „I Wonder as I Wander“, které se dostalo pocty od Henryho Millera v knize Plexus, „Go 'Way from My Window“, jíž hrála například Joan Baezová, a „The Hangman“.
Roku 1936 se oženil s Renou Lipetzovou, s níž a dvěma syny žil na farmě Boot Hill nedaleko Lexingtonu v Kentucky. Zemřel v Lexingtonu ve věku 87 let a pohřben byl u nedalekého episkopálního kostela svatého Huberta.